# Nuoto pinnato ai Giochi mondiali 2022 - 50 m bi-pinne maschile
La gara dei 50 m bi-pinne maschile di nuoto pinnato ai Giochi mondiali 2022 si è svolta il 9 luglio 2022 a Birmingham. Il programma non prevedeva turni preliminari ma solamente la finale.

## Risultati
| Pos | Atleta                  | Nazione     | Tempo |
| --- | ----------------------- | ----------- | ----- |
|     | Szymon Kropidlowski     | Polonia     | 18.71 |
|     | Stylianos Chatziiliadis | Grecia      | 18.74 |
|     | Christos Ioannis Bonias | Grecia      | 18.99 |
| 4   | Peter Holoda            | Ungheria    | 19.29 |
| 5   | Adam Sincki             | Ungheria    | 19.58 |
| 5   | Viktor Riepin           | Ucraina     | 19.58 |
| 7   | Drew Addison Modrov     | Stati Uniti | 19.66 |
| 8   | William Birkett         | Ecuador     | 19.70 |